# Klein Apenburg
Klein Apenburg ist ein Ortsteil der Gemeinde Flecken Apenburg-Winterfeld im Altmarkkreis Salzwedel in Sachsen-Anhalt.

## Geographie
Klein Apenburg, ein Rundplatzdorf mit Kirche, liegt etwa drei Kilometer nordwestlich vom Flecken Apenburg zwischen dem Stapener Landgraben und der Purnitz. Im Südwesten befindet sich der etwa 47 Meter hohe Kiebitzberg. Im Norden des Dorfes liegt das Fauna-Flora-Habitat-Gebiet Köhe westlich Winterfeld, ein Laubwald, zu dem auch das Flächennaturdenkmal Torfstich Stapen gehört.
Nachbarorte sind Stapen im Westen, Hagen im Nordwesten, Saalfeld im Norden, Baars im Nordosten, Recklingen und Winterfeld im Nordosten, Flecken Apenburg im Südosten und Hohentramm im Südwesten.

## Geschichte

### Mittelalter bis Neuzeit
Klein Apenburg wurde 1352 in der schulenburgischen Chronik erstmals erwähnt.
Eine urkundliche Erwähnung des Dorfes ist die Nennung von Wendschen Abbenborgh im Jahre 1358. Weitere Nennungen sind 1536 Im dorff Wendeschen Apenborg, 1551 Wendischen oder Lütken Appenborch, 1608 Wendisch Apenborch, 1687 Wendischen Apenburgk und 1804 Klein Apenburg oder Wendisch Apenburg, ein Dorf mit einer Schmiede.
Bei der Bodenreform wurden 1945 ermittelt: 17 Besitzungen unter 100 Hektar hatten zusammen 394, eine Kirchenbesitzung umfasste 1 Hektar Land, der Gemeinde gehörten 2 Hektar. Im Jahre 1954 wurde eine örtliche Landwirtschaftliche Produktionsgenossenschaft, die LPG „Jenny Marx“ in Apenburg-Nord, mit der LPG „Ernst Goldenbaum“ in Apenburg zur LPG „Jenny Marx“ zusammengeschlossen.
Klein Apenburg wird auch „das Altdorf“ genannt.
Eine Wassermühle, die Bruchmühle, lag an der Purnitz 700 Meter nordöstlich des Dorfes.

### Köhnkrug
An Klein Apenburg führte früher eine wichtige Post- und Handelsstraße vorbei, auf der das Salz von Lüneburg über Salzwedel nach Magdeburg transportiert wurde. Die alte gepflasterte Straße an der Köhe ist ein Rest dieses historischen Weges. An der Abzweigung dieser Straße nach Hagen stand früher der von den Fuhrleuten viel besuchte Köhnkrug, auch Koykrug genannt. 1821 wurden ein Holzwärterhaus und Krug Köhnkrug, auch Koy- oder Köjekrug, genannt. 1909 war es eine Wüstung.

### Herkunft des Ortsnamens
Jürgen Udolph führt den Ortsnamen Apenburg auf den Personennamen „Abbo“ und auf niederdeutsch „-borg“ für „Burg“ zurück. Wobei mit Burg einfach ein aus Stein gebautes Haus gemeint sein könnte.
Heinrich Sültmann erkennt hingegen einen gotischen Stamm „ap, ava“ für „Wasser“ und übersetzt zu „Wasserburg“. Er schreibt zur Burg Apenburg: „Die alte Burg lag am Rande des großen Bruchs im versumpften Purnitztal“.

### Eingemeindungen
Ursprünglich gehörte das Dorf zum Salzwedelischen Kreis der Mark Brandenburg in der Altmark. Von 1807 bis 1813 lag es im Kanton Groß Apenburg auf dem Territorium des napoleonischen Königreichs Westphalen. Nach weiteren Änderungen kam die Gemeinde 1816 zum Kreis Salzwedel, dem späteren Landkreis Salzwedel.
Am 30. September 1928 wurden mit der Landgemeinde Klein Apenburg vereinigt: Die „Köhe“ aus dem Gutsbezirk Propstey Salzwedel und die Exklaven vom Gutsbezirk Beetzendorf I auf der Feldmark Recklingen.
Die Gemeinde Apenburg wurde am 20. Juli 1950 durch den Zusammenschluss der Gemeinden Klein Apenburg und Groß Apenburg aus dem Landkreis Salzwedel gebildet. Klein Apenburg wurde Ortsteil der Gemeinde.
Im Ortsteilverzeichnis des Landes Sachsen-Anhalt aus dem Jahre 2006 wird Klein Apenburg als Apenburg-Nord bei der damaligen Gemeinde Flecken Apenburg aufgeführt.
Am 1. Juli 2009 Apenburg wurde in die neue Gemeinde Apenburg-Winterfeld eingegliedert. Seit diesem Tag gehört der Ortsteil Klein Apenburg zur Gemeinde.

### Einwohnerentwicklung
| Jahr | Einwohner |
| ---- | --------- |
| 1734 | 71        |
| 1774 | 70        |
| 1789 | 63        |
| 1798 | 84        |
| 1801 | 80        |
| 1818 | 64        |

| Jahr | Einwohner |
| ---- | --------- |
| 1840 | 087       |
| 1864 | 122       |
| 1871 | 110       |
| 1885 | 106       |
| 1892 | [00]106   |
| 1895 | 113       |

| Jahr | Einwohner |
| ---- | --------- |
| 1900 | [00]099   |
| 1905 | 102       |
| 1910 | [00]112   |
| 1925 | 108       |
| 1939 | 094       |
| 1946 | 168       |

| Jahr | Einwohner |
| ---- | --------- |
| 2015 | [00]30    |
| 2018 | [00]30    |
| 2020 | [00]32    |
| 2021 | [00]36    |
| 2022 | [00]30    |
| 2023 | [0]29     |

Quelle, wenn nicht angegeben, bis 1946

## Religion
Die evangelische Kirchengemeinde Klein Apenburg, die früher zur Pfarrei Groß-Apenburg gehörte, wird heute betreut vom Pfarrbereich Apenburg des Kirchenkreises Salzwedel im Bischofssprengel Magdeburg der Evangelischen Kirche in Mitteldeutschland gehört.
Die historischen Überlieferungen in Kirchenbüchern für Groß Apenburg beginnen im Jahre 1652.

## Kultur und Sehenswürdigkeiten
- Die evangelische Dorfkirche in Klein Apenburg ist eine spätgotische Feldsteinkirche mit einem rechteckigen Schiff und halbrundem Ostschluss. Statt eines Turms ist eine verbretterte Holzkonstruktion für den Glockenstuhl angebaut.[26] Die Kirche dürfte in der Mitte oder in der zweiten Hälfte des 15. Jahrhunderts erbaut worden sein. Im Norden erschließt ein gotisches Portal aus Backstein die Kirche, dort befinden sich auch vier Weihekreuze.[27] Im Innern ist der Raum durch eine flache Holzbalkendecke abgeschlossen, eine barocke Kanzel wurde von Fritz Mannewitz in den 1930er Jahren bemalt. Der schlichte barocke Altaraufsatz ist auf das Jahr 1734 datiert und zeigt einen Bibelspruch im Hauptfeld und die Lutherrose im Auszug. Die Taufe ist aus Lehm in runder Kelchform gestaltet und stammt wohl aus dem 17. Jahrhundert.[28]